# Anson Morrill

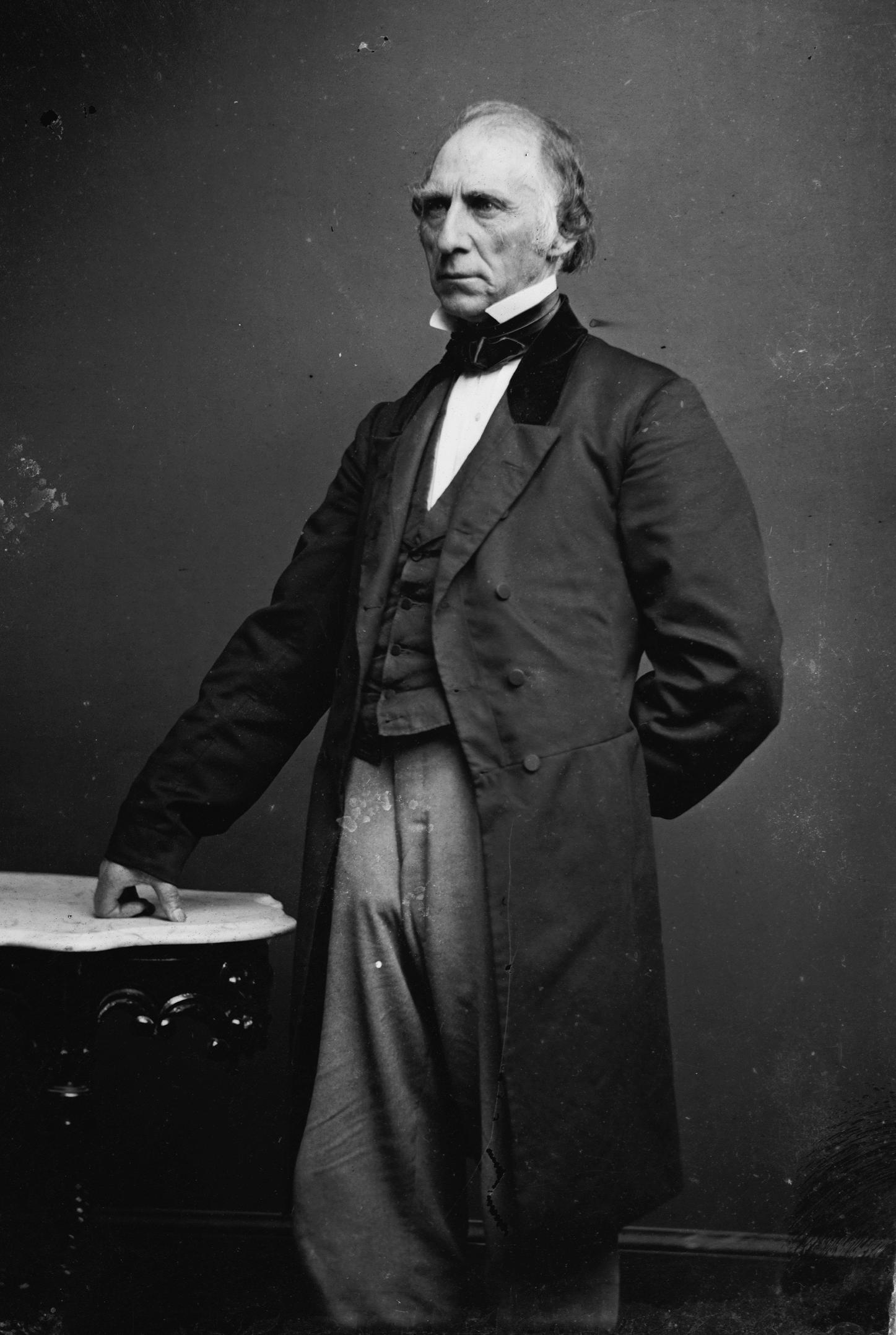
Anson Morrill

Anson Peaslee Morrill (* 10. Juni 1803 in Belgrade, Kennebec County, Massachusetts; † 4. Juli 1887 in Augusta, Maine) war ein US-amerikanischer Politiker und von 1855 bis 1856 Gouverneur des Bundesstaates Maine.

## Frühe Jahre
Der im heutigen Maine geborene Anson Morrill besuchte die örtlichen Schulen seiner Heimat. Danach verdiente er sich seinen Unterhalt als Lehrer in New Brunswick (Kanada) und als Ladenangestellter in Dearborn (Maine). Später wurde er Eigentümer einer Spinnerei.

## Politische Karriere
Morrills erstes öffentliches Amt war die Stelle des Leiters der Poststelle von Dearborn. Dieses Amt bekleidete er zwischen 1824 und 1841. Gleichzeitig war er zwischen 1824 und 1835 Mitglied des Repräsentantenhauses von Maine. Im Jahr 1839 wurde er auch zum Sheriff im Somerset County gewählt. Zwischen 1850 und 1853 war Morrill Leiter der Landbehörde seines Staates (Maine Land Agent).
Im Jahr 1853 bewarb sich Morrill erfolglos um das Amt des Gouverneurs. Ein Jahr später wurde er dann doch als Kandidat der American Party zum neuen Gouverneur von Maine gewählt. Dieses Amt bekleidete er zwischen dem 3. Januar 1855 und dem 2. Januar 1856. Bereits damals wurden in Maine Maßnahmen gegen den Alkoholkonsum ergriffen. Morrill bewarb sich 1855 erfolglos um seine Wiederwahl. Nachdem er der neuen Republikanischen Partei beigetreten war, war er 1856 Delegierter auf deren erstem Bundesparteitag, auf dem John Charles Frémont als Präsidentschaftskandidat nominiert wurde. Zwischen 1861 und 1863 vertrat er seinen Bundesstaat im US-Repräsentantenhaus; von 1881 bis 1882 saß er erneut im Staatsparlament von Maine. Außerdem war er von 1871 bis 1887 Präsident der Eisenbahngesellschaft Maine Central Railroad.
Anson Morrill starb am 4. Juli 1887 und wurde in Augusta beigesetzt. Er war mit Rowenta Richardson verheiratet, mit der er zwei Kinder hatte. Sein Bruder Lot M. Morrill war zwischen 1858 und 1861 ebenfalls Gouverneur von Maine.